# Aleksandr Djatjenko
Aleksandr Igorevitj Djatjenko (ryska: Александр Игоревич Дьяченко), född den 22 januari 1990 i Rudnyj, Kazakstan, är en rysk kanotist.
Han tog OS-guld i K-2 200 meter i samband med de olympiska kanottävlingarna 2012 i London.